# Бежа (окръг)
Вижте пояснителната страница за други значения на Бежа.
Бежа е един от 18-те окръга на Португалия. Площта му е 10 263 квадратни километра, а населението – 141 049 души (по приблизителна оценка от декември 2019 г.). Разделен е допълнително на 14 общини, които са разделени на 100 енории.